# (167) Urda
(167) Urda ist ein Asteroid des äußeren Hauptgürtels, der am 28. August 1876 vom deutsch-US-amerikanischen Astronomen Christian Heinrich Friedrich Peters am Litchfield Observatory in New York entdeckt wurde.
Der Asteroid wurde benannt nach Urd, einer der drei Nornen in der nordischen Mythologie. Urd steht für die Vergangenheit. Die beiden anderen Nornen wurden bei der Benennung von (621) Werdandi und (1130) Skuld berücksichtigt.
(167) Urda ist ein Mitglied der Koronis-Familie, einer Gruppe von Asteroiden, die durch Absplitterungen von (158) Koronis entstanden.

## Wissenschaftliche Auswertung
Aus Ergebnissen der IRAS Minor Planet Survey (IMPS) wurden 1992 erstmals Angaben zu Durchmesser und Albedo für zahlreiche Asteroiden abgeleitet, darunter auch (167) Urda, für die damals Werte von 39,9 km bzw. 0,22 erhalten wurden. Mit dem Satelliten Midcourse Space Experiment (MSX) wurden dann 1996 bis 1997 im Rahmen der Infrared Minor Planet Survey (MIMPS) neue Daten erhalten, aus denen für den Asteroiden Werte für den mittleren Durchmesser und die Albedo von 37,9 km bzw. 0,25 bestimmt wurden. Eine Auswertung von Beobachtungen durch das Projekt NEOWISE im nahen Infrarot führte 2011 zu vorläufigen Werten für den Durchmesser und die Albedo im sichtbaren Bereich von 45,4 bis 47,2 km bzw. 0,16 bis 0,17. Nach weiteren Messungen wurden die Werte 2014 auf 37,5 bis 39,9 km bzw. 0,22 bis 0,25 korrigiert.
Nachdem bereits 1979 erstmals versucht worden war, eine Rotationsperiode für (167) Urda mit etwa 16 h zu bestimmen, lieferten Beobachtungen im Februar 1989 und Februar 1990 am McDonald-Observatorium in Texas sowie im Oktober 1992 und November 1993 am Wallace Astrophysical Observatory in Massachusetts Daten, die zu einer mittleren Periode von 13,07 h kombiniert werden konnten. Aus Beobachtungen der Jahre 1977 bis 1993 konnte in der Ukraine für (167) Urda eine Rotationsperiode von 13,061 h abgeleitet. Es konnten auch zwei alternative Positionen für die Rotationsachse mit jeweils retrograder Rotation sowie die Achsenverhältnisse eines dreiachsig-ellipsoidischen Gestaltmodells für den Asteroiden bestimmt werden.

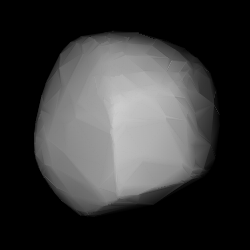
Berechnetes 3D-Modell von (167) Urda

In einer Untersuchung von 2003 wurden aus archivierten Lichtkurven erneut zwei alternative Positionen für die Rotationsachse mit retrograder Rotation sowie die Achsenverhältnisse und ein Gestaltmodell bestimmt. Als Rotationsperiode wurden 13,061 h angenommen. Photometrische Messungen vom 7. bis 9. November 2007 am Palmer Divide Observatory (PDO) in Colorado ergaben eine Lichtkurve, aus der eine Rotationsperiode von 13,054 h bestimmt werden konnte. Aus der Kombination der Beobachtungen des PDO mit archivierten Daten aus dem Uppsala Asteroid Photometry Catalog (UAPC) ergab sich daraufhin eine Rotationsperiode von 13,0613 h, außerdem wurden zwei alternative Positionen für die Rotationsachse mit jeweils retrograder Rotation und ein Gestaltmodell des Asteroiden bestimmt.
Die Auswertung von Beobachtungsdaten einer Bedeckung des Veränderlichen Sterns V4333 Sgr (HIP 96440, SAO 162809, Helligkeit 6,1 mag) durch (167) Urda am 23. Juli 2001 zeigte eine deutliche Bevorzugung einer der beiden zuvor bestimmten Rotationsachsen und eines Gestaltmodells mit einem effektiven Durchmesser von 44 ± 15 km, die alternative Lösung konnte aber nicht vollständig ausgeschlossen werden. Eine Untersuchung von 2020 bestätigte erneut die Rotationsperiode mit 13,060 h, darüber hinaus konnte eine taxonomische Zuordnung mit einer Wahrscheinlichkeit von 14 % für einen C-Typ und 86 % für einen S-Typ angegeben werden.
Im Jahr 2021 wurde aus archivierten Daten und photometrischen Messungen von Gaia DR2 erneut eine Rotationsachse mit retrograder Rotation berechnet. Die Rotationsperiode wurde dabei zu 13,06134 h bestimmt. Aus archivierten Daten des Asteroid Terrestrial-impact Last Alert System (ATLAS) aus dem Zeitraum 2015 bis 2018 konnte in einer Untersuchung von 2022 mit der Methode der konvexen Inversion eine Rotationsperiode von 13,0615 h berechnet werden.